# Схулухия, Григорий Петрович
Григорий Петрович Схулухия (7 (20) сентября 1909 — 1 мая 1942) — красноармеец, Герой Советского Союза. Стрелок 185-го стрелкового полка (224-я стрелковая дивизия, 51-я армия, Крымский фронт).

## Биография
Родился 7 (20) сентября 1909 года в грузинской семье в селе Рухи ныне Зугдидского района Грузии. В 1931 году вступил в ВКП(б). Работал председателем сельского совета, председателем колхоза имени Берия (с 1953 года — колхоз села Рухи, в последующем колхоз «Сакартвело») Зугдидского района. С 1931 по 1933 год служил в Красной Армии. После армии продолжил возглавлять колхоз имени Берия Зугдидского района.
В 1941 году снова мобилизован в Красную армию. Часто ходил в разведку во вражеский тыл, брал «языков», доставлял командованию ценные разведывательные данные. Во время одной из вылазок Григорий Схулухия был ранен. Немецкий офицер навалился на него и стал крутить ему руки, намереваясь взять живым, но Григорий вывернулся, вцепился в горло врагу и задушил его.
В конце апреля 1942 года действовал в разведке в тылу противника в районе села Джантара (ныне село Львово Ленинского района (Автономной) Республики Крым, переименованное в память о командующем 51-й армией Крымского фронта генерал-лейтенанте Львове Владимире Николаевиче). Небольшая группа разведчиков вынуждена была вступить в бой с целой ротой противника. Схулухия прикрывал огнём из автомата товарищей, был тяжело ранен и в бессознательном состоянии попал в плен. Немцы подвергли его жестоким пыткам — выкололи глаза, вырвали ногти на руках, изрезали грудь ножом и, не добившись показаний, 1 мая 1942 года заживо сожгли.
Указом Президиума Верховного Совета СССР от 29 июня 1945 года за мужество, отвагу и героизм, красноармейцу Схулухия Григорию Петровичу посмертно присвоено звание Героя Советского Союза, с награждением орденом Ленина.
Григорий Схулухия был похоронен в селе Джантара—Львово. В 1960-х годах в братской могиле, располагавшейся у стен Арабатской крепости, были захоронены останки пяти замученных гитлеровцами советских бойцов, обнаруженных во время освобождения Крыма в селе Львово. На одном из них был найден партийный билет № 2846040, выданный на имя Григория Схулухия.
Его дочь, Винари Григорьевна Схулухия, работавшая агрономом в Зугдидском районе Грузинской ССР, стала в 1966 году Героем Социалистического Труда.

## Память
В селе Ахали — Абастумани Григолу Петровичу Схулухия установлен памятник
В селе Береговое города Феодосии в честь Григория Схулухия названа одна из новых улиц.
В Тбилиси Грузия в 1958 году в его честь названа улица